# Joan Gabriel i Estany
Joan Gabriel i Estany est un homme politique andorran, né le 28 novembre 1963. Il est membre du Parti libéral d'Andorre. Il était président du conseil général de 2005 à 2009. Il est auparavant adjoint au maire de la Massana et secrétaire général du Parti libéral d'Andorre. 
Il est le fondateur de Coalició Reformista pour les Élections législatives de 2009 en Andorre ou il fait 25.51%. Son parti obtient donc 11 sièges sur 28, 3 sièges de moins que la IVe législature après la constitution.